# Багамская танагра
Багамская танагра (лат. Spindalis zena) — вид воробьинообразных птиц монотипического семейства Spindalidae.
Эндемик Карибского бассейна. Встречается на острове Косумель, Каймановых островах, Кубе, Багамских островах и островах Теркс и Кайкос. Изредка залетает на юг Флориды.
Птица длиной 15 см и массой 21 г. У самца верх головы, шея и горло оранжевые. Спина и брюхо светло-серые. Голова полосатая чёрно-белая. Крылья тоже чёрно-белые. У самки верхняя часть тела оливково-серая, нижняя — серая. На груди есть нечёткие оранжевые пятна. Голова полосатая, серо-белая.
Живёт в лесах различных типов. Питается фруктами и ягодами, изредка насекомыми. Чашеобразное гнездо строит между ветвями деревьев. В кладке 2—4 яйца голубого цвета с коричневыми пятнами.